# Вулиця Володимира Жаботинського
Ву́лиця Володи́мира Жаботи́нського — вулиця в Шевченківському районі міста Києва, місцевість Нивки. Пролягає від вулиці Януша Корчака до Салютної вулиці.
Прилучається Ружинська вулиця.

## Історія
Вулиця виникла в середині XX століття під назвою Нова. 1955 року отримала назву Муромська вулиця, на честь російського міста Мурома.
Сучасна назва на честь одного з лідерів сіоністського руху, співзасновника держави Ізраїль Володимира Жаботинського — з 2022 року.

## Забудова
З непарного боку вулиця забудована п'ятиповерховими «хрущовками» (переважно серія 1-480), з парного боку знаходиться приватний сектор Нивок.